# Kéty
Kéty (németül: Gieck) község Tolna vármegyében, a Bonyhádi járásban.

## Fekvése
A megyeszékhely  Szekszárdtól légvonalban 17 kilométerre fekszik északnyugati irányban, a vármegye geometriai középpontja közelében.
A közvetlenül határos települések: észak felől Felsőnána, délkelet felől Zomba, délnyugat felől Kisdorog, nyugat felől Tevel, északnyugat felől pedig Murga.

### Megközelítése
A településen áthalad, annak főutcájaként a 65-ös főút, így ez a legfontosabb közúti elérési útvonala. A főútból a község északi határszélén ágazik ki a Felsőnánára vezető 63 125-ös számú mellékút.
Vasútvonal nem érinti.

## Története
Kétyet az írásos emlékek az 1730-as években említik először, ám a nemrég a Tolna Megyei Levéltárban rátaláltak egy 1708-as pecsétre. A török időkben ez a falu is elnéptelenedett. A 18. században megkezdődött a betelepítés. Főleg német ajkú családok leltek itt új lakhelyre.
Az első világháborúban sok fiatal férfit vittek katonának, akik soha nem tértek vissza. Emléküket egy, a falu közepén álló emlékmű őrzi. A második világháború után a németeket kitelepítették és helyükre bukovinai székelyeket s felvidékieket telepítettek be.

## Közélete

### Polgármesterei
- 1990–1994: Bogos Ferenc (független)[3]
- 1994–1998: Bogos Ferenc (független)[4]
- 1998–2002: Bogos Ferenc (független)[5]
- 2002–2006: Gödrei Zoltán (független)[6]
- 2006–2010: Gödrei Zoltán (független)[7]
- 2010–2014: Gödrei Zoltán (független)[8]
- 2014–2019: Gödrei Zoltán (független)[9]
- 2019–2024: Gödrei Zoltán (független)[10]
- 2024– : Gödrei Zoltán (független)[1]

## Népesség
A település népességének változása:
| Lakosok száma | 719  | 700  | 698  | 693  | 628  | 631  | 639  |
|               | 2013 | 2014 | 2015 | 2021 | 2022 | 2023 | 2024 |

A 2011-es népszámlálás során a lakosok 83,1%-a magyarnak, 2,5% németnek mondta magát (16,4% nem nyilatkozott; a kettős identitások miatt a végösszeg nagyobb lehet 100%-nál). A vallási megoszlás a következő volt: római katolikus 56,8%, református 3,8%, evangélikus 2,8%, felekezeten kívüli 5% (30,2% nem nyilatkozott).
2022-ben a lakosság 92,2%-a vallotta magát magyarnak, 3,7% németnek, 1,4% cigánynak, 0,2% szlováknak, 0,2% szerbnek, 1,1% egyéb, nem hazai nemzetiségűnek (7,8% nem nyilatkozott; a kettős identitások miatt a végösszeg nagyobb lehet 100%-nál). Vallásuk szerint 43,8% volt római katolikus, 2,7% református, 1,3% evangélikus, 0,2% ortodox, 1,4% egyéb keresztény, 1,8% egyéb katolikus, 8,3% felekezeten kívüli (40,6% nem válaszolt).

## Nevezetességei
- Az 1960-as években létrejött halastó. Ma már horgásztó.
- A faluképet meghatározza nagy evangélikus temploma és a kis katolikus kápolnája.
- I-II. világháborús emlékmű
- Nevezetes a kétyi (volt hadikfalvi bukovinai) székelyek betlehemezése.
- A közelmúltig állt Hegedűs Gyula színművész (1870-1931) szülőháza, emléktáblával. Édesapja postamester volt.

## Híres szülöttei
- Hegedűs Gyula színművész
- Danis György orvos, politikus (SZDSZ), országgyűlési képviselő

## Testvértelepülései
- Érsekkéty, Szlovákia